# Catalent
Catalent Inc. är ett amerikanskt läkemedelsföretag med huvudkontor i Somerset i New Jersey i USA. Det är en kontraktstillverkare, som bland annat har kontrakt med vaccintillverkaren Moderna om att förpacka och distribuera Modernas Covid-19-vaccin mRNA-1273.

## Historik
Catalent har sina rötter i företaget Gelatin Products Company som Robert P Scherer grundade 1933 i Detroit i Michigan för att exploatera sin uppfinning från 1931 av gelatinkapslar för läkemedel och liknande, namnändrat 1947 till RP Scherer Corporation. Scherer köptes 1998 av Cardinal Health, Inc..
Catalent som företag bildades 2007, efter det att det amerikanska riskkapitalbolaget Blackstone Group köpt ut läkemedelsdelen i Cardinal Health och av denna bildat "Cardinal Health Solutions". Detta företag har därefter utökats med bland andra läkemedelsföretag och börsintroducerades 2014 på New York-börsen.

## Covid-19-pandemin
År 2020 har Catalent i samarbete med bland andra Pfizer, Johnson & Johnson, Astra Zeneca och Moderna utökat tillverknings- och förpackningskapaciteten för coronavaccinkandidater, bland annat i sina fabriker i Harmans i Maryland och i St. Petersburg i Florida i USA. Modernas coronavaccin tillverkas i USA i Catalents fabrik i Bloomington i Indiana.